# 王式亮
王式亮（1956年3月—），山东烟台市人，中华人民共和国政治人物。

## 生平
山东大学干部专修科毕业，1975年12月参加工作。1978年3月加入中国共产党。1989年12月至1992年11月，任中共莱州市委副书记。1992年11月至2001年1月，任莱阳市委副书记、副市长，代市长、市长；2001年1月至2001年2月，任中共莱阳市委书记。2001年2月至2005年2月，任中共莱阳市委书记、市人大主任。2012年，升任烟台市发展和改革委员会主任；烟台市政协副主席。